# Boxe aux Jeux africains de 1987
Navigation
Édition précédente Édition suivante
Les compétitions de boxe anglaise de la 4e édition des Jeux africains se sont déroulées du 1er au 12 août 1987 à Nairobi, Kenya.

## Résultats

### Podiums
| Catégories                    | Or              | Argent               | Bronze                              |
| Poids mi-mouches (-48 kg)     | Maurice Maina   | Emmanuel Nsubuga     | John Bunga Aknibutala               |
| Poids mouches (-51 kg)        | Gemelhu Bezabeh | Benjamin Mwangata    | Daniel Mwangi Victor Enyika         |
| Poids coqs (-54 kg)           | Stephen Mwema   | Ndaba Dube           | Patrick Mwamba John Siryakibbe      |
| Poids plumes (-57 kg)         | John Wanjau     | Haritora Rapotamanga | Yonas Wubshet Moses James           |
| Poids légers (-60 kg)         | Patrick Waweru  | Charles Lubulwa      | Martin Ndongo-Ebanga Rejabu Hussein |
| Poids super-légers (-63,5 kg) | David Kamau     | Teodoros Mitiku      | Duke Chinyadze Dan Odindo           |
| Poids welters (-67 kg)        | Robert Wangila  | Sahelu Mekuria       | Rival Cadeau Lucas Sinóia           |
| Poids super-welters (-71 kg)  | Mohamad Orungi  | Martin Nougle        | Noureddine Meziane François Mayo    |
| Poids moyens (-75 kg)         | Patrick Lihanda | Ahmed Dine           | Roland Raforme Martin Giwang        |
| Poids mi-lourds (-81 kg)      | Rund Kanika     | Mustapha Moussa      | Kevin Onwuka Dominic Lwate          |
| Poids lourds (-91 kg)         | Fred Kaddu      | Mohamed Bouchiche    | David Izonritei Michael Nassoro     |
| Poids super-lourds (+91 kg)   | Chris Odera     | Tshibalabala Kadima  | William Isangura Ovwigbo Uba        |

### Tableau des médailles
| Place | Pays             | Médaille d'or, Afrique | Médaille d'argent, Afrique | Médaille de bronze, Afrique | Total |
| ----- | ---------------- | ---------------------- | -------------------------- | --------------------------- | ----- |
| 1     | Kenya            | 8                      | 0                          | 2                           | 10    |
| 2     | Ouganda          | 2                      | 2                          | 3                           | 7     |
| 3     | Éthiopie         | 1                      | 2                          | 1                           | 4     |
| 4     | Zaïre            | 1                      | 1                          | 0                           | 2     |
| 5     | Algérie          | 0                      | 3                          | 1                           | 4     |
| 6     | Nigeria          | 0                      | 1                          | 6                           | 7     |
| 7     | Tanzanie         | 0                      | 1                          | 3                           | 4     |
| 8     | Zimbabwe         | 0                      | 1                          | 1                           | 2     |
| 9     | Madagascar       | 0                      | 1                          | 0                           | 1     |
| 10    | Cameroun         | 0                      | 0                          | 2                           | 2     |
| 10    | Zambie           | 0                      | 0                          | 2                           | 2     |
| 10    | Seychelles       | 0                      | 0                          | 2                           | 2     |
| 13    | Mozambique       | 0                      | 0                          | 1                           | 1     |
| Total | 9 pays médaillés | 12                     | 12                         | 24                          | 48    |